# (7137) Ageo
(7137) Ageo ist ein Asteroid des Hauptgürtels, der am 4. Januar 1994 vom japanischen Astronomen Satoru Ōtomo an der Sternwarte in Kiyosato (IAU-Code 894) in Japan entdeckt wurde.
Der Asteroid wurde am 20. März 2000 nach der japanischen Stadt Ageo im Zentrum der Präfektur Saitama benannt.
Der Asteroid ist Mitglied der Agnia-Familie, einer Gruppe von Asteroiden, die vor maximal 140 Millionen Jahren durch das Auseinanderbrechen eines großen Körpers entstanden ist und nach ihrem größten Mitglied (847) Agnia benannt wurde.